# Heliconius crispus
Heliconius crispus är en fjärilsart som beskrevs av Otto Staudinger och George Schatz 1885-1888. Heliconius crispus ingår i släktet Heliconius och familjen praktfjärilar. Inga underarter finns listade i Catalogue of Life.